# Gerhard Bienert
Gerhard Bienert (8 de enero de 1898 - 23 de diciembre de 1986) fue un actor teatral, cinematográfico y televisivo de nacionalidad alemana.

## Biografía
Su nombre completo era Gerhard Max Richard Bienert, y nació en Berlín, Alemania, siendo sus padres un contable y un ama de casa. Creció con su hermano, el también actor Reinhold Bernt, en un hogar de clase media. Tras conseguir en 1916 el título académico del Abitur, se ofreció para hacer el servicio militar. Durante la Primera Guerra Mundial fue teniente de caballería con destino en los dragones.
Finalizada la guerra, y siguiendo los deseos de su padre, estudió durante dos semestres germanística y filosofía en la Universidad Humboldt de Berlín. Sin embargo, animado por sus experiencias en teatro estudiantil, detuvo pronto sus estudios para aprender la profesión de actor. A partir de 1919 tomó clases en la Escuela de Arte Dramático Ernst Busch de Berlín.
Seguidamente obtuvo sus primeros papeles, primero como comparsa, y a partir de 1921 actuó en diferentes teatros de Berlín. Bienert fundó en 1928, junto a su hermano Reinhold Bernt, y con Werner Pledath, Adolf Fischer y otros, la compañía Gruppe junger Schauspieler, con la que interpretaron piezas de importancia social que representaron en giras. Además de su trabajo teatral, desde 1922 hizo pequeños papeles en el cine mudo, hasta que a finales de la década tuvo la oportunidad de llevar a cabo actuaciones de mayor importancia. En 1928 y 1929 llegaron dos películas que fueron un punto de inflexión en su carrera, Der Mann mit dem Laubfrosch y Mutter Krausens Fahrt ins Glück, de Phil Jutzi.
Con la llegada del cine sonoro hizo muchos papeles de reparto, como en 1930 en El ángel azul, en 1931 en Berlin – Alexanderplatz o en 1932 en la nacionalista Morgenrot. Con la llegada al poder del Nacionalsocialismo no obtuvo grandes compromisos teatrales, pero siguió actuando para el cine, incluso durante la Segunda Guerra Mundial. Bienert había trabajado para esa época en unas 70 producciones cinematográficas, siendo incluido en la Gottbegnadeten-Liste, una lista de artistas representativos del Tercer Reich.
Finalizada la guerra, Gerhard Bienert ingresó en la compañía del Deutsches Theater de Berlín, del cual formó parte hasta su muerte. Fue uno de los pocos actores de Berlín Occidental a los cuales se les permitió trabajar en tanto en el oeste como en el este de la ciudad tras la construcción del Muro de Berlín. A partir del año 1953 volvió a trabajar para el cine, actuando también en producciones televisivas, aunque exclusivamente para la Deutsche Film AG y la Deutscher Fernsehfunk, como en 1954 en Ernst Thälmann – Sohn seiner Klasse.
Gerhard Bienert se casó tres veces, siendo dos de sus esposas las actrices Inge Herbrecht y Hilde Volk. Él falleció en Berlín Oeste en el año 1986. Fue enterrado en el Cementerio Waldfriedhof Zehlendorf de esa ciudad.
Su patrimonio escrito se conserva en el Archivo de la Academia de las Artes de Berlín.

## Filmografía (selección)
- 1923 : Der Mensch am Wege
- 1928 : Der Mann mit dem Laubfrosch
- 1929 : Mutter Krausens Fahrt ins Glück
- 1929 : Ludwig der Zweite, König von Bayern
- 1930 : El ángel azul
- 1931 : Berlin – Alexanderplatz
- 1931 : Voruntersuchung
- 1931 : M
- 1931 : Der Hauptmann von Köpenick
- 1932 : Der Stolz der 3. Kompanie
- 1932 : Mensch ohne Namen
- 1932 : Kuhle Wampe oder: Wem gehört die Welt?
- 1932 : Unheimliche Geschichten
- 1932 : Grün ist die Heide
- 1932 : Das erste Recht des Kindes
- 1933 : Morgenrot
- 1933 : Sprung in den Abgrund
- 1933 : Inge und die Millionen
- 1934 : Ein Mann will nach Deutschland
- 1934 : Lockvogel
- 1935 : Schwarze Rosen
- 1935 : Fährmann Maria
- 1935 : Krach im Hinterhaus
- 1935 : Henker, Frauen und Soldaten
- 1936 : Donner, Blitz und Sonnenschein
- 1936 : Der Bettelstudent
- 1936 : Stadt Anatol
- 1938 : Das indische Grabmal
- 1938 : Pour le Mérite
- 1938 : Mordsache Holm
- 1938 : Heiratsschwindler
- 1939 : Gold in New Frisco
- 1939 : Flucht ins Dunkel
- 1939 : Das Lied der Wüste
- 1941 : Alarm
- 1941 : Ohm Krüger
- 1941 : Das Mädchen von Fanö
- 1943 : Ich vertraue Dir meine Frau an
- 1945 : Shiva und die Galgenblume (unvollendet)
- 1948 : Affaire Blum
- 1953 : Die Unbesiegbaren
- 1954 : Ernst Thälmann – Sohn seiner Klasse
- 1955 : Ein Polterabend
- 1956 : Thomas Müntzer – Ein Film deutscher Geschichte
- 1956 : Die Millionen der Yvette
- 1957 : Polonia-Express
- 1957 : Lissy
- 1957 : Die Schönste
- 1957 : Les misérables
- 1958 : Emilia Galotti
- 1958 : Ein Mädchen von 16 ½
- 1958 : Der Prozeß wird vertagt
- 1958 : Klotz am Bein
- 1959 : Verwirrung der Liebe
- 1959 : Reportage 57
- 1960 : Trübe Wasser
- 1960 : Die heute über 40 sind
- 1960 : Alwin der Letzte
- 1961 : Mutter Courage und ihre Kinder
- 1964 : Viel Lärm um nichts
- 1965 : Ohne Paß in fremden Betten
- 1967 : Kleiner Mann – was nun? (TV)
- 1967 : Hochzeitsnacht im Regen
- 1967 : Die Ohrfeige (TV)
- 1968 : Androklus und der Löwe (TV)
- 1968 : Wir lassen uns scheiden
- 1969 : Effi Briest (TV)
- 1971 : Verwandte und Bekannte (TV)
- 1972 : Die Bilder des Zeugen Schattmann (TV)
- 1973 : Die Elixiere des Teufels
- 1974 : Der nackte Mann auf dem Sportplatz
- 1974 : Hallo Taxi (TV)
- 1975 : Polizeiruf 110 (serie TV), episodio Der Mann
- 1975 : Blumen für den Mann im Mond
- 1976 : Die Leiden des jungen Werthers
- 1976 : Hostess
- 1977 : Die Flucht
- 1977 : Du und icke und Berlin (TV)
- 1978 : Sabine Wulff
- 1979 : Herbstzeit (TV)
- 1983–1987 : Einzug ins Paradies (serie TV)
- 1984 : Was soll bloß aus dir werden (TV)

## Teatro
- 1947 : Die Bresche, de Boris Andrejewitsch Lawrenjow, dirección de Heinz Wolfgang Litten (Palais am Festungsgraben)
- 1948 : Die Brüder Kondor, de August Jakobson, dirección de Hans Stiebner (Theater am Schiffbauerdamm Berlín)
- 1949 : Fausto, de Johann Wolfgang von Goethe, dirección de Wolfgang Langhoff (Deutsches Theater de Berlín)
- 1949 : Madre Coraje y sus hijos, de Bertolt Brecht, dirección de Erich Engel (Berliner Ensemble en el Deutschen Theater de Berlín)
- 1950 : The School for Scandal, de Richard Brinsley Sheridan, dirección de Aribert Wäscher (Deutsches Theater Berlín – Kammerspiele)
- 1950 : Die Mutter, de Bertolt Brecht, dirección de Bertolt Brecht (Berliner Ensemble en el Deutschen Theater de Berlín)
- 1950 : El inspector general, de Nikolái Gógol, dirección de Wolfgang Langhoff (Deutsches Theater Berlín)
- 1951 : Der Biberpelz yd Roter Hahn, de Gerhart Hauptmann, dirección de Egon Monk (Berliner Ensemble en el Deutschen Theater de Berlín – Kammerspiele)
- 1952 : El cántaro roto, de Heinrich von Kleist, dirección de Therese Giehse (Berliner Ensemble en el Deutschen Theater de Berlín)
- 1952 : Pigmalión, de George Bernard Shaw, dirección de Rudolf Noelte (Deutsches Theater de Berlín – Kammerspiele)
- 1953 : Thomas Müntzer, der Mann mit der Regenbogenfahne, de Friedrich Wolf, dirección de Wolfgang Langhoff (Deutsches Theater de Berlín)
- 1953 : Der Prozess der Jeanne d’Arc zu Rouen 1431, de Bertolt Brecht con Anna Seghers, dirección de Benno Besson (Berliner Ensemble en elDeutschen Theater de Berlín - Kammerspiele)
- 1953 : Das tote Tal, de Alexander Kron, dirección de Herwart Grosse (Deutsches Theater de Berlín)
- 1955 : Die Dorfstraße, de Alfred Matusche, dirección de Hannes Fischer (Deutsches Theater de Berlín – Kammerspiele)
- 1955 : Sozialaristokraten, de Arno Holz, dirección de Ernst Kahler (Deutsches Theater de Berlín – Kammerspiele)
- 1956 : Die kleinen Füchse, de Lillian Hellman, dirección de Wolfgang Heinz (Deutsches Theater de Berlín – Kammerspiele)
- 1957 : El rey Lear, de William Shakespeare, dirección de Wolfgang Langhoff (Deutsches Theater de Berlín)
- 1958 : Las tres hermanas, de Antón Chéjov, dirección de Heinz Hilpert (Deutsches Theater de Berlín)
- 1959 : Wallenstein, de Friedrich Schiller, dirección de Karl Paryla (Deutsches Theater de Berlín)
- 1959 : Sommergäste, de Máximo Gorki, dirección de Wolfgang Heinz (Deutsches Theater de Berlín)
- 1961 : Die Hose, de Carl Sternheim, dirección de Carl M. Weber (Deutsches Theater de Berlín)
- 1962 : Der Biberpelz, de Gerhart Hauptmann, dirección de Ernst Kahler (Deutsches Theater de Berlín – Kammerspiele)
- 1962 : Guillermo Tell, de Friedrich Schiller, dirección de Wolfgang Langhoff (Deutsches Theater de Berlín)
- 1962 : Inspektor Campbells letzter Fall, de Saul O’Hara, dirección de Wolfgang Langhoff/Lothar Bellag (Deutsches Theater de Berlín – Kammerspiele)
- 1962 : Die Sorgen und die Macht, de Peter Hacks, dirección de Wolfgang Langhoff (Deutsches Theater de Berlín)
- 1963 : Der Snob, de Carl Sternheim, dirección de Fritz Bornemann (Deutsches Theater de Berlín - Kammerspiele)
- 1966 : Medida por medida , de William Shakespeare, dirección de Adolf Dresen (Deutsches Theater de Berlín)
- 1967 : Ein Lorbaß, de Horst Salomon, dirección de Benno Besson (Deutsches Theater de Berlín)
- 1968 : Fausto, de Johann Wolfgang von Goethe, dirección de Wolfgang Heinz/Adolf Dresen (Deutsches Theater de Berlín)
- 1968 : Die Aula, de Hermann Kant, dirección de Uta Birnbaum (Deutsches Theater de Berlín)
- 1970 : Das Verhör von Habana, de Hans Magnus Enzensberger, dirección de Manfred Wekwerth (Deutsches Theater de Berlín)
- 1971 : Goldene Städte, de Arnold Wesker, dirección de Hans-Georg Simmgen (Deutsches Theater de Berlín)
- 1971 : Der Parasit, de Friedrich Schiller, dirección de Herwart Grosse (Deutsches Theater de Berlín – Kleine Komödie)
- 1974 : Götz von Berlichingen, de Johann Wolfgang von Goethe, dirección de Horst Schönemann (Deutsches Theater de Berlín)
- 1977 : Michael Kohlhaas, de Heinrich von Kleist, dirección de Adolf Dresen (Deutsches Theater de Berlín)

## Radio
- 1947 : Einer von vielen, de Friedrich Karl Kaul, dirección de Alfred Braun (Berliner Rundfunk)
- 1948 : Während der Stromsperre, de Berta Waterstradt, dirección de Hanns Farenburg (Berliner Rundfunk)
- 1948 : Auf die Barrikaden, de Friedrich Karl Kaul, dirección de Alfred Braun (Berliner Rundfunk)
- 1957 : Wo die Nebel weichen, de Bernhard Seeger, dirección de Lothar Dutombé (Rundfunk der DDR)
- 1958 : Der Bericht Nr. 1, de Günther Rücker, dirección de Günther Rücker (Rundfunk der DDR)
- 1961 : Unrast, de Alfred Matusche, dirección de Wolfgang Schonendorf (Rundfunk der DDR)
- 1961 : Unterm Wind der Jahre, de Bernhard Seeger, dirección de Theodor Popp (Rundfunk der DDR)
- 1961 : Unrast, de Alfred Matusche, dirección de Wolfgang Schonendorf (Rundfunk der DDR)
- 1982 : Herr Buffey macht einen Ausflug, de Adolf Glaßbrenner, dirección de Werner Grunow (Rundfunk der DDR)

## Premios
- 1960 : Kunstpreis der DDR
- 1965 : Premio Nacional de la RDA
- 1977 : Premio Nacional de la RDA II para el arte y la literatura